# Ulf Hammarström
Ulf Rikard Hammarström, född 1961, är en svensk ämbetsman och sedan den 10 september 2018 generaldirektör för Styrelsen för ackreditering och teknisk kontroll (Swedac).
Hammarström har tidigare varit generaldirektör för Försvarsexportmyndigheten 2010-2016 samt arbetat som departementsråd vid Försvarsdepartementet, som minister vid Sveriges ständiga representation vid Europeiska unionen i Bryssel 2000-2004 och som direktör för Industri- och marknadsdirektoratet inom Europeiska försvarsbyrån (EDA), likaså i Bryssel, 2004-2008. Han utsågs i slutet av 2009 att förbereda bildandet av den nya Försvarsexportmyndigheten.
Hammarström har under 90-talet även varit ordförande för det västliga multinationella säkerhetsstödet till de baltiska länderna efter deras självständighet (BALTSEA, Baltic Security Assistance Group) och ordförande för stödländerna till Baltic Defence College i Tartu, Estland. Han har också varit granskare av Arbetsgivarverkets styrelse 2013-2016 och är sedan 2019 ledamot i Rådet för Europaforskning vid Göteborgs universitet.  